# Martha Byrne
Mary Martha Byrne (Ridgewood, 23 dicembre 1969) è un'attrice statunitense.

## Filmografia parziale
Cinema
- Anna to the Infinite Power, regia di Robert Wiemer (1983)
- The Beniker Gang, regia di Ken Kwapis (1985)

Televisione
- Così gira il mondo (As the World Turns) (1985-1989; 1993-2008)
- L'ispettore Tibbs (In the Heat of the Night) (1989)
- Due come noi (Jake and the Fatman) (1990)
- Parker Lewis (Parker Lewis Can't Lose) (1992)
- General Hospital (2009)

Web
- Anacostia (2011-in corso)